# Claude Sernet
Ernest Spirt (n. 24 mai 1902, Târgu Ocna, Bacău, România – d. 15 martie 1968, Paris, Franța), cunoscut sub pseudonimul literar Claude Sernet, a fost un poet franco-român de origine evreiască, membru al curentului avangardist. Acesta mai e cunoscut în România și sub pseudonimul Mihail Cosma.